# Родно радио
Родно радио е първата организация на радиолюбителите в България, създадена на 30 март 1930 г. Сред създателите са Асен Златаров, Димо Казасов, Георги Вълков, Хенри Левенсон, Елин Пелин и др. инженери и интелектуалци. Учредена е кооперация с цел получаване на концесия за радиоразпръскване в България и създаване на национален радиопредавател. По-късно организацията прераства в Радио София.

## Предистория
Радиоприемането от частни лица е разрешено в България през 1927 година. Тогава тук „се хващат“ Радио Виена, Радио Будапеща, Радио Истанбул и други, но те излъчват предавания на чужди езици. Все още липсва радио на български език. През 1929-а група инженери начело с техника Георги Вълков построяват 50-ватов радиопредавател в Инженерната работилница в София. Първоначално „Родно радио“ използва предавателя на Първа инженерна дружина и предава два-три пъти седмично с времетраене от по три-четири часа, предимно музика от грамофонни плочи и реклами, както и борсови сведения, информации от бюлетините на БТА, различни беседи. Дейността първоначално се осъществява на доброволни начала.

## Дейност
След основаването на кооперацията министърът на железниците, пощите и телеграфите Петко Стайнов отпуска за нуждите ѝ едноетажна сграда на ул. „Бенковски“ № 3 в София. Оттам на 15 юни започва работата на първата българска радиостанция, която използва радиотелеграфен предавател, пригоден за говор и музика. Той обаче не е достатъчно мощен и става ясно, че е нужен нов, по-мощен предавател, предназначен специално за нуждите на българското радиоразпръскване. Първите пробни предавания съдържат думите: „Внимание, предавател Родно радио, София!“. През юли започва редовната програма четири дни седмично, между 18:20 и 20:00 часа.
На 30 август 1930 г. е проведен и Учредителният конгрес на Съюза, на който е избран Управителен съвет и е приет Устав. За председател е избран ген. Георги Кратунков. Междувременно „Родно радио“ прави опити за по-мощно излъчване с предавателя на инж. Георги Вълков. През есента на 1930 г. инженерите Г. М. Георгиев, Марин Маринов и Мехмед Рафик построяват нов предавател, излъчващ на вълна 318.8 m/940 kHz, първоначално с мощност 50 W, по-късно увеличена до 300 W.
В началото на 1932 г. предавателят е с мощност 500 W и излъчва ежедневно по няколко часа, а от януари 1933 г. вече покрива цялата страна.
Радиопредаванията на „Родно радио“ продължават до началото на 1935-а, когато излъчването на радио програми се обявява за държавен монопол.